# Ђенова
Ђенова (итал. Genova, лиг. Zena) је шести по величини град Италије, главни град истоименог округа Ђенова и покрајине Лигурије у северозападној Италији.
Ђенова је позната као највећа лука Италије. Поред тога град поседује велико и добро очувано старо језгро, које је под заштитом УНЕСКО-а.

## Застава
Застава Ђенове је црвени крст на белом пољу, а то је застава Светог Ђорђа. Заставу Ђенове је прихватила Енглеска и град Лондон 1190. да би у Средоземљу уживали заштиту моћне ђеновљанске флоте. Република Ђенова је са супарником, Млетачком републиком била једна од најмоћнијих сила света. Енглески краљ је Ђенови плаћао годишњи данак. Између Енглеске и Ђенове увек су постојали посебни односи.

## Географија

### Рељеф
Ђенова се развила у најсевернијем делу Ђеновског залива, северног дела Лигурског мора. У складу са тим Ђенова је одувек имала идеалан положај најближе средоземне луке за низ градова северне Италије и других крајева северно (Швајцарска, Баден-Виртемберг). Међутим, добар макро положај нарушен је незгодним микроположајем, јер се град налази на изузетно покренутом терену дуж веома уске обале, која је испресецана одсецима и нигде није шира од 2-3 км. Изнад града се стрмо уздижу брда и планине - на истоку најсевернији Апенини, а на западу крајњи Лигуријски Алпи. Стога град има низ посебности, веома стрме и изразито узане улице, потпуно неправилну мрежу улица, улице-серпентине, честе тунеле и надпутњаке. Делује невероватно, али разлике у надморским висинама су толике да се на 2 км удаљености од презагушеног старог градског језгра уз обалу налазе простори нетакнуте природе на 700-800 м надморске висине.

### Клима
Клима у Ђенови је средоземна клима. Стога су лета топла и сушна, а зиме благе и кишовите.
| Клима Ђенове (1991–2020 нормале)                                                      | Клима Ђенове (1991–2020 нормале) | Клима Ђенове (1991–2020 нормале) | Клима Ђенове (1991–2020 нормале) | Клима Ђенове (1991–2020 нормале) | Клима Ђенове (1991–2020 нормале) | Клима Ђенове (1991–2020 нормале) | Клима Ђенове (1991–2020 нормале) | Клима Ђенове (1991–2020 нормале) | Клима Ђенове (1991–2020 нормале) | Клима Ђенове (1991–2020 нормале) | Клима Ђенове (1991–2020 нормале) | Клима Ђенове (1991–2020 нормале) | Клима Ђенове (1991–2020 нормале) |
| Показатељ \ Месец                                                                     | .Јан.                            | .Феб.                            | .Мар.                            | .Апр.                            | .Мај.                            | .Јун.                            | .Јул.                            | .Авг.                            | .Сеп.                            | .Окт.                            | .Нов.                            | .Дец.                            | .Год.                            |
| ------------------------------------------------------------------------------------- | -------------------------------- | -------------------------------- | -------------------------------- | -------------------------------- | -------------------------------- | -------------------------------- | -------------------------------- | -------------------------------- | -------------------------------- | -------------------------------- | -------------------------------- | -------------------------------- | -------------------------------- |
| Апсолутни максимум, °C (°F)                                                           | 20,3 (68,5)                      | 22,5 (72,5)                      | 25,0 (77)                        | 29,4 (84,9)                      | 32,8 (91)                        | 35,6 (96,1)                      | 35,4 (95,7)                      | 38,3 (100,9)                     | 34,2 (93,6)                      | 28,9 (84)                        | 22,9 (73,2)                      | 20,8 (69,4)                      | 38,3 (100,9)                     |
| Максимум, °C (°F)                                                                     | 12,1 (53,8)                      | 12,7 (54,9)                      | 15,2 (59,4)                      | 17,8 (64)                        | 21,5 (70,7)                      | 24,9 (76,8)                      | 27,8 (82)                        | 28,3 (82,9)                      | 25,0 (77)                        | 20,5 (68,9)                      | 16,1 (61)                        | 13,1 (55,6)                      | 19,6 (67,3)                      |
| Просек, °C (°F)                                                                       | 9,1 (48,4)                       | 9,6 (49,3)                       | 12,1 (53,8)                      | 14,6 (58,3)                      | 18,4 (65,1)                      | 22,0 (71,6)                      | 24,7 (76,5)                      | 25,1 (77,2)                      | 21,8 (71,2)                      | 17,6 (63,7)                      | 13,3 (55,9)                      | 10,1 (50,2)                      | 16,6 (61,9)                      |
| Минимум, °C (°F)                                                                      | 6,0 (42,8)                       | 6,5 (43,7)                       | 8,9 (48)                         | 11,3 (52,3)                      | 15,3 (59,5)                      | 19,0 (66,2)                      | 21,6 (70,9)                      | 21,8 (71,2)                      | 18,5 (65,3)                      | 14,7 (58,5)                      | 10,5 (50,9)                      | 7,1 (44,8)                       | 13,5 (56,3)                      |
| Апсолутни минимум, °C (°F)                                                            | −8,5 (16,7)                      | −5,0 (23)                        | −3,6 (25,5)                      | 3,4 (38,1)                       | 6,6 (43,9)                       | 7,3 (45,1)                       | 13,9 (57)                        | 10,7 (51,3)                      | 9,0 (48,2)                       | 5,1 (41,2)                       | 1,1 (34)                         | −3,6 (25,5)                      | −8,5 (16,7)                      |
| Количина падавина, mm (in)                                                            | 76,4 (3,008)                     | 57,9 (2,28)                      | 73,8 (2,906)                     | 83,6 (3,291)                     | 57,8 (2,276)                     | 51,2 (2,016)                     | 26,2 (1,031)                     | 47,6 (1,874)                     | 115,9 (4,563)                    | 149,7 (5,894)                    | 200,2 (7,882)                    | 99,4 (3,913)                     | 1.039,7 (40,934)                 |
| Дани са падавинама (≥ 1 mm)                                                           | 5,9                              | 5,0                              | 5,3                              | 7,0                              | 5,8                              | 4,4                              | 3,0                              | 3,7                              | 5,5                              | 7,4                              | 8,8                              | 6,9                              | 68,7                             |
| Сунчани сати — месечни просек                                                         | 117,8                            | 130,5                            | 158,1                            | 192,0                            | 220,1                            | 246,0                            | 294,5                            | 266,6                            | 201,0                            | 173,6                            | 111,0                            | 111,6                            | 2.222,8                          |
| Извор #1:                                                                             |                                  |                                  |                                  |                                  |                                  |                                  |                                  |                                  |                                  |                                  |                                  |                                  |                                  |
| Извор #2: Servizio Meteorologico, data of sunshine hours, NOAA (Dew point for Sestri) |                                  |                                  |                                  |                                  |                                  |                                  |                                  |                                  |                                  |                                  |                                  |                                  |                                  |

### Воде
Ђенова се развила у најсевернијем делу Ђеновског залива, северног дела Тиренског мора. Море је неодвојиви део града, а градска привреда почива пре свега на лучким делатностима.

## Историја
Први познати становници градског подручја Ђенове су били Лигури, једно од италских племена. Некад се веровало да су град основали Келти. Градско гробље из 6. и 5. века п. н. е. потврђује да су у Ђенови тада живели Грци, али луку су много раније користили вероватно и Етрурци. Могуће је да су и Феничани имали базе у Ђенови или близу ње. У римско доба Марсељ је био већег значаја од Ђенове. За разлику од других лигурских и келтских насеља тога подручја Ђенова је била савезник Рима за време Другог пунског рата. Због тога су је Картагињани разорили 209. п. н. е. Насеље је поново изграђено при крају пунских ратова. Ђенова је трговала кожом, дрветом и медом.
Након пада Западног римског царства Остроготи су заузели Ђенову. После Готског рата била је средиште византијског викара. Прешла је у руке Лангобарда 643, а 773. је у саставу Франачке. Неколико векова Ђенова је била мало рибарски град, који је полако градио трговачку флоту, која ће постати водећа на Средоземљу. Арапски пирати су 934. спалили град, али убрзо је поново изграђен.
Пре 1100. Ђенова је постала независан град-држава. Номинално је била потчињена цару Светог римског царства, а старешина града је био епископ Ђенове. Стварну власт су обављали "конзули“ бирани на јавним скупштинама. Ђенова је била једна од поморских република уз Венецију, Пизу и Амалфи. У граду се развила снажна бродоградња, банкарство и трговина, који су помогли да се створи једна од највећих и најмоћнијих морнарица на Средоземљу. Република Ђенова се раширила на Лигурију, Пијемонт, Сардинију, Корзику и имала је потпуну контролу над готово целим Тиренским морем. Учествовали су у крсташким ратовима, па су успоставили колоније на Блиском истоку, Егеју, Сицилији и северној Африци. Са Леванта су донели зелени пехар уа кога су сматрали да је Свети грал. Пропаст крсташких држава Ђенова је надокнадила савезом са Византијом, што је отворило могућност ширења на Црно море и Крим. Постојале су свађе између моћних породица, али највише се Ђеновом управљало као са профитним предузећем. Ђенова је достигла свој зенит победом над Пизом у поморској бици код Мелорије 1284. Млетачку републику су победили 1298. и то је почетак пада државе.
Просперитет није трајао дуго. Црна смрт (куга) дошла је у Европу 1349. преко ђеновљанског трговачког града „Теодосије“ са Крима. После економског колапса и губитка становништва Ђенова је усвојила Венецијански модел управе. Наставили су се ратови са Венецијом. Венеција је победила у рату за Кјођу (1378—1381). После периода француске доминације над Ђеновом (1394—1409) долази под власт породица Висконтија из Милана. Арагон је преотео Сардинију од Ђенове. На Корзици је избила побуна, а колоније на Блиском истоку су узели Турци и Арапи. Кристифор Колумбо је поклонио 1/10 прихода од открића Америке банци у Ђенови да буде ослобођен пореза на храну. Андреа Дорија је створио 1528. нови устав, па је Ђенова постала шпански вазал. У време привредног опоравка многе ђеновљанске породице су постале јако богате. Тако је у време врхунца у 16. веку Ђенова привукла многе уметнике, као што су Рубенс, Каравађо и Ван Дајк. Чувени архитекта Галеацо Алези изградио је бројне палате у маниристичком стилу. Французи су гранатирали Ђенову 1684. да би Аустрија је 1746. била заузела Ђенову за време Рата за аустријско наслеђе. Ђенова је 1768. предала Корзику Француској.
Пошто су светска економија и трговачки путеви помакнути на Атлантик, Ђенова је економски слабила. Наполеон је 1797. створио вазалну државу Лигуријску републику, која је припојена Француској 1804. Бечки конгрес 1815. је Ђенову укључио у Пијемонт (краљевину Сардинију). После три века кућа Савоја је добила град. Ђенова је имала економске користи од уније, али била је изразито републиканско гнездо. Ђузепе Мацини је био популаран. Са успоном Ризорђимента, Ђеновљани су се окренули борби за уједињену Италију под савојском династијом. Ђузепе Гарибалди је 1860. кренуо из Ђенове у свој поход са хиљаду добровољаца. Место одакле је кренула та хиљада обележено је спомеником.
У јулу 2001. године, у Ђенови је одржан састанак групе Г8. Састанак је засењен насилним протестима и полицијском бруталношћу, која је довела до смрти протестаната.

## Становништво
Према процени, у граду је 2010. живело 607.906 становника.
| 1931.   | 1936.   | 1951.   | 1961.   | 1971.   | 1981.   | 1991.   | 2001.   | 2011.   |
| ------- | ------- | ------- | ------- | ------- | ------- | ------- | ------- | ------- |
| 590.736 | 634.646 | 688.447 | 784.194 | 816.872 | 762.895 | 678.771 | 610.307 | 586.180 |

2008. Ђенова је имала нешто преко 610.000 становника, за 50% више као на почетку 20. века, али за 200.000 мање него 1970. године. Опадање становништва током протеклих деценија узроковано је сталним пресељењем становништва (махом младих породица) у мирнија предграђа са вишим квалитетом живота, али је до пре десетак година било веома присутна и сеоба становништва у друге делове Италије. Ово се одражава и на градско становништво, које је изузетно старо и са ниским природним прираштајем.
Град данас има значајан удео имигрантског становништва, досељеника из свих крајева света.
Ђенова има велико градско подручје са близу милион становника ( "Велика Ђенова"). Метрополитенско подручје града има око 1,5 милиона становника и превазилази границе градског округа.

## Градска привреда
Ђенова се налази у северозападном делу Италије. Од престонице Рима град је удаљен 510 км северозападно, а градови попут Милана (140 км) и Торина (170 км) су много ближи Ђенови.
Ђенова је одувек била град повезан са морем, па се градска привреда некада, али и данас ослањала на лучне делатности, поморство и бродоградњу. Поред тога, данас је Ђенова и велико управно, културно и образовно средиште, а у близини града постоје бројна туристичка одредишта везана за туризам на Средоземљу.

## Знаменитости града
Један део старог града Ђенове налази се на УНЕСКОвом списку светске баштине. У том делу у 16. веку су настале палате најбогатијих фамилија града у маниристичком стилу.
- Главна је трг Ферари (Piazza de Ferrari), где је опера и палата дуждева.
- Катедрала светог Лоренца
- стара лука
- средњовековна врата Ђенове
- стари светионик (La Lanterna ) је најстарији светионик на свету, који још увек ради
- акваријум, други на свету по величини
- кућа Кристифора Колумба

## Познате личности
- Кристифор Колумбо
- Андреа Дорија
- Николо Паганини
- Ђузепе Мацини
- Палмиро Тољати
- папе Иноћентије IV, Хадријан V и Бенедикт XV

## Међународна сарадња
- Балтимор
- Хиос
- Коламбус
- Одеса
- Марсељ
- Ријека
- Бејоглу

## Галерија
- Споменик Кристифору Колумбу
- Палата Дорија Турзи
- Градска кућа
- Стари светионик
- Дуждева палата
- Галерија Мацини
- Катедрала светог Лоренца
- Градски музеј
- Клаустер цркве Сан Матео из XIII-XIV века